# Bathyporeiidae
Bathyporeiidae es una familia de crustáceos anfípodos marinos. Sus 31 especies se distribuyen por el paleártico, en el Atlántico y varios de sus mares.

## Clasificación
Se reconocen los siguientes géneros:
- Amphiporeia Shoemaker, 1929
- Bathyporeia Lindström, 1855